# Oedaspis villeneuvei
Oedaspis villeneuvei är en tvåvingeart som beskrevs av Mario Bezzi 1913. Oedaspis villeneuvei ingår i släktet Oedaspis och familjen borrflugor. Inga underarter finns listade i Catalogue of Life.